# César Baronio
Caesar Baronius (en italiano: Cessare Baronio y en castellano: César Baronio; Sora, 31 de octubre de 1538 - Roma, 30 de junio de 1607) fue un historiador y cardenal italiano. Su lema episcopal fue Obedientia et pax, divisa que el Papa Juan XXIII elegiría posteriormente para sí mismo.

## Biografía
Cursó estudios de Humanidades, Teología y Derecho, en diversos centros de Nápoles y Roma. A los 19 años, y tras vencer la resistencia de su padre, entró en el Oratorio de San Felipe Neri. Ordenado sacerdote en 1564 ejerció su ministerio en destacadas iglesias romanas, así como en los medios más humildes de la ciudad.
A causa de la simpatía y afecto que le unían a Felipe Neri, este le obligó, cordialmente, a acometer una monumental obra con el fin de demostrar el origen divino del Primado romano y la autenticidad de la Iglesia católica como exclusiva depositaria de los dogmas y mandamientos divinos. Proyectada como una reacción a las famosas Centurias del historiador protestante, Matías Flacio –en la que su autor intentaba probar la estrecha identidad y similitud de las iglesias reformadas con el cristianismo de la primera hora–, la obra de Baronius, «Annales Ecclesiastici», es un trabajo ingente en cuanto a los documentos y la exégesis. Los primeros volúmenes aparecidos ya proporcionaron a su autor dilatada fama en los medios humanistas, y, especialmente, en los pontificios. 
En 1593 sucedió al anciano Felipe como Superior del Oratorio, y a la muerte de este en 1596, fue reelecto para otros tres años.
Elegido como confesor por Clemente VIII, ejerció sobre el ánimo de este un gran predicamento, puesto, sobre todo, de relieve en la absolución, otorgada por el Papa, a sus instancias, a Enrique IV, que consolidaba así su recién conquistado trono. Bibliotecario de la Vaticana, cardenal de los títulos de los Santos Nereo y Aquileo, su carrera de honores fue muy amplia bajo el Pontificado de su protector, aunque en ningún momento mostró apego hacia las distinciones con que se recompensaba su labor.
En el cónclave que siguió a la muerte de Clemente VIII, estuvo a punto de ser designado como su sucesor; pero lo impidió la resuelta oposición de la Corona española, enemistada con él por algunas de las afirmaciones impresas en el volumen XI de su obra —tomo cuya difusión fue prohibida en los dominios de la Monarquía católica por orden de Felipe III— y por su pretendida proclividad hacia Francia. Pese a ello, estuvo de nuevo a punto de ser Papa a la muerte de León XI; pero sus incesantes súplicas en sentido contrario determinaron la elección de Paulo V. Poco antes de morir expresaría por ello su gratitud a sus compañeros de cardenalato en el XII y último volumen de sus Annales. Fue enterrado en la Chiesa Nuova. El 12 de enero de 1745, Benedicto XIV lo proclamó Venerable.
La valoración de su obra, tanto de los Annales, principalmente, como de su Martirologio Romano, ha experimentado diversas oscilaciones. La crítica no ha dejado de subrayar los errores de detalles, el escaso conocimiento que de la lengua griega poseía Baronius, el tono de controversia y apología que adopta a veces, etc. No obstante todas estas sombras, numerosas de las cuales son imputables al estado de los conocimientos de su época y su esfuerzo solitario y carente de colaboradores, los historiadores actuales de la Iglesia ven en los Annales una piedra miliar de su estudio y reconstrucción para la totalidad de los trabajos realizados ulteriormente.
Al cardenal Baronio se le atribuye la frase que luego utilizaría Galileo Galilei: "La Biblia fue escrita para mostrarnos como llegar al Cielo, no cómo es el cielo".